# Меликов, Аждар Дадаш оглы
Аждар Дадаш оглы Меликов (азерб. Əjdər Dadaş oğlu Məlikov; 1889, Пиршаги — 1921, Бинагади) — активный участник борьбы за установление Советской власти в Азербайджане. Член Российской социал-демократической рабочей партии с 1903 года.

## Биография
Аждар Дадаш оглы Меликов родился в 1889 году в селе Пиршаги близ Баку. В 1903 году вступил в ряды Российской социал-демократической рабочей партии. В 1917 году был избран членом Совета Бинагадинского района. Меликов был одним из руководителей организации «Гуммет».
После победы Октябрьской революции Меликов был секретарём Комитета партии Бинагадинского района, председателем районного Совета и депутатом Бакинского Совета.
После падения Бакинской коммуны в 1918 году Аждар Меликов вёл подпольную партийную работу в Бинагади. В период с 1920 по 1921 год Меликов был поверенным Бакинского городского продовольственного комитета по Бинагадинскому району, директором отделов по продовольствию, здравоохранению и земле, председателем Исполнительского комитета.
Был убит «бандитами» в 1921 году. Именем Аждара Меликова названы больница в Баку, улица в Пиршаги.